# John Gensel
John Gensel (* 16. Februar 1917 in Puerto Rico als Juan Garcia Velez; † 6. Februar 1998 in Muncy, Pennsylvania) war ein amerikanischer Pfarrer der lutherischen Kirche; er wurde als „Jazzpfarrer“ von New York bekannt.

## Leben
Gensel wuchs bei einer Tante in Catawissa (Pennsylvania) im Gebiet der Pennsylvania Dutch auf, wo er vom römisch-katholischen zum protestantischen Glauben konvertierte. 1930 hatte er die Möglichkeit, in Berwick (Pennsylvania) das Duke Ellington Orchestra zu hören; seitdem war er Jazzfan. Er studierte bis 1940 an der Susquehanna University, um dann das Gettysburg Seminary zu besuchen. Nachdem er zwei Gemeinden in Ohio gedient hatte, wo er auch mit einer fahrbaren Kapelle Bauarbeiter betreut hatte,
kam er 1956 als Pfarrer an die Advent Lutheran Church auf dem Broadway. Nebenbei absolvierte er bei Marshall Stearns einen Jazzkurs an der New School for Social Research; regelmäßig besuchte er die Jazzclubs in Greenwich Village und Harlem, wo er mit zahlreichen Musikern wie Max Roach oder Charles Mingus vertraut wurde. Sie befreundeten sich mit ihm und nutzten ihn als Ansprechperson nicht nur für ihre seelischen Nöte. Auch half er mit eigenem Geld aus, um in Notfällen die Miete oder eine Arztrechnung zu bezahlen.

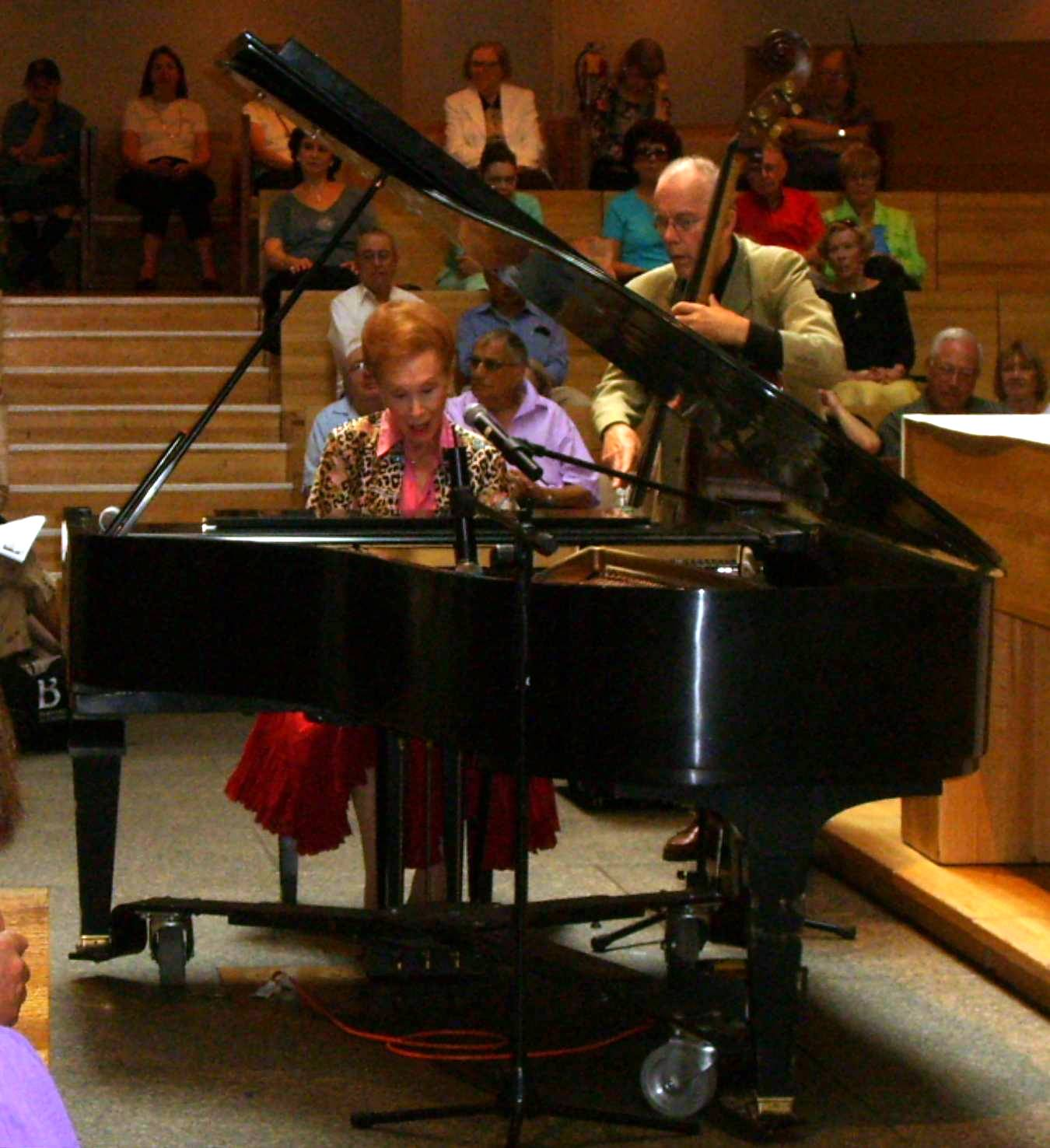
Barbara Carroll und Bassist Jay Leonhart bei einer Jazzvesper in der St Peter’s Lutheran Church (2007)

1961 begann Gensel damit, Jazzgottesdienste in der Kirche zu veranstalten (das erste Mal war Charles Mingus mit seiner Band dabei). 1968 nahm er gemeinsam mit dem Quintett von Joe Newman das Album O Sing to the Lord. A New Song auf.
Ab 1965 war Gensel offiziell als Seelsorger für die Jazzmusiker New Yorks zuständig. In dieser Funktion traute er in St Peter’s Lutheran Church Herbie Mann, Bill Evans und Rashied Ali; in gleicher Weise gestaltete er in St Peter’s Lutheran Church die Trauerfeiern für Duke Ellington, John Coltrane, Coleman Hawkins, Billy Strayhorn, Thelonious Monk, Erroll Garner, Dizzy Gillespie, Miles Davis und zahlreiche andere.
Bis zu seiner Pensionierung 1993 gestaltete er in St Peter’s Lutheran Church regelmäßig wöchentliche Vesperfeiern, bei denen Jazzmusiker die musikalische Begleitung liefern; diese Vespern werden bis in die Gegenwart fortgeführt. Seit 1970 veranstaltete er einmal jährlich auch ein zwölfstündiges Konzert All-Nite Soul1970 mit Auftritten von Jazzcombos, Bigbands und Gospelchören.
Duke Ellington widmete ihm die Komposition The Shepherd (Who Watches Over the Night Flock), die Teil seiner Second Sacred Music ist, die mit Gensels Unterstützung 1968 in der Cathedral of Saint John the Divine uraufgeführt wurde. Aufgrund seiner intimen Kenntnis zahlreicher Musiker war er wichtiger Zeuge der Jazzforschung.